# Mense (Adelsgeschlecht)

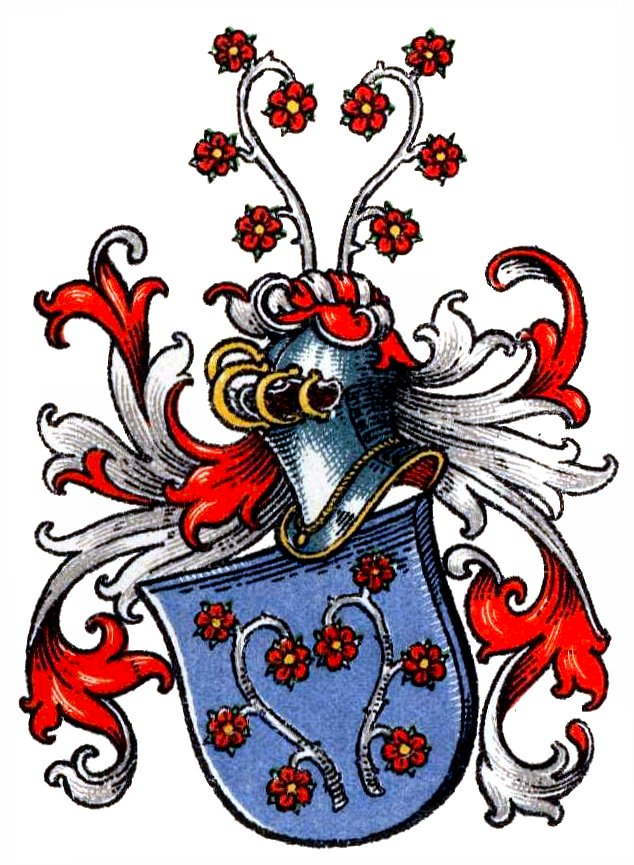
Wappen derer von Mense (gen. Brochusen)

Die Herren von Mense (auch: von Mense gen. Brochusen, von Brochausen, von Brockhusen o. ä.) waren ein niedersächsisch-westfälisches Adelsgeschlecht.

## Geschichte
Das Geschlecht stammt ursprünglich aus der Gegend um Hann. Münden. Späterer Stammsitz war Haus Bruchhausen in Bruchhausen, heute ein Ortsteil von Höxter, Nordrhein-Westfalen, ein Lehen des Stifts Corvey. Ursprünglich hatten die gleichnamigen von Brockhusen das Haus besessen, waren jedoch mit dem Letzten des Geschlechts, Johann, Abt des Abdinghofklosters  in Paderborn, 1454 im Mannesstamm ausgestorben. Über Johanns Schwester, die mit einem von Mense verheiratet war, fiel Haus Bruchhausen schon vor dem Aussterben der von Brockhusen an die von Mense. Denn bereits 1431 wurde ein Diderich von Mense, anders genannt von Bruchhausen, vom Corveyer Abt mit Gütern zu Hemessen belehnt. 1473 wurde dann Johann von Bruchhausen anders von Mense vom Corveyer Abt für seinen Bruder Diederich mit dem Dorf Bruchhausen und weiteren Gütern belehnt. 1484 wurden die beiden Brüder zusammen mit Heinrich von Schachten von Corvey in Mannstatt belehnt.
Offenbar hatten die Brüder keine männlichen Nachkommen. Denn 1498 ließen sich die Brüder vom Kölner Erzbischof Hermann, Administrator des Stifts Paderborn, beurkunden, dass der verstorbene Paderborner Bischof Simon ihnen das Recht gegeben habe, dass falls sie ohne männliche Erben verstürben, ihre noch lebende Tochter die Paderborner Lehen der Familie erhalten und an einen „schildgeborenen Mann und Untersassen“ bringen darf.
Diese Regelung trat ein, als der Letzte im Mannesstamm derer von Mense 1524 verstarb. Das letzte weibliche Familienmitglied derer von Mense war Catharina von Mense gen. Bruchhusen. Sie war mit Jobst von Kanne zu Lügde, Drost von Beverungen, aus dem Adelsgeschlecht derer von Kanne verheiratet, wodurch sowohl die Paderborner Lehen als auch 1537 das Corveyer Lehen Haus Bruchhausen an die von Kanne fielen.

## Wappen
Blasonierung: In Blau zwei silberne gegeneinander gebogenen Zweige ohne Blätter mit je vier roten Rosen. Auf dem rot-silbern bewulsteten Helm wiederholen sich die Zweige. Die Helmdecken sind rot-silbern.
Teilweise findet sich in der Literatur abweichend, dass verschiedene Siegel der Familie zwei mit Rosen besteckte Hirschstangen (anstatt Zweige) zeigen.